# Tony Raines
Statistiques en NASCAR Cup Series
Dernière mise à jour : 18 septembre 2007 
Tony Raines (né le 14 avril 1964 à LaPorte, Indiana) est un pilote américain de NASCAR participant à la Cup Series. Il pilote la voiture no 96.